# Société Radio-Orient
Filiale de la CSF, la Société Radio-Orient est, dès le début des années 1920, chargée des liaisons par câblogramme et radiogramme des États d'Orient sous mandat français. Elle est donc installée en Syrie et au Liban avec des bureaux principaux à Damas et Beyrouth et des agences locales, souvent en liaison avec une autre filiale de la CSF, la Compagnie Radio France. Elle s'implante aussi dans les pays voisins ce qui lui vaut, notamment en Égypte, des difficultés avec les autorités que soutiennent les Britanniques.
En 1937 elle émet des programmes de radiodiffusion qui deviendront ceux de Radio Liban. En 1981, le franco-libanais Raghid El Chammah, fonde à Paris une radio FM, dans la foulée de la libération des radios locales privées voulue par le président fraichement élu François Mitterrand : cette radio portera le nom de Radio Orient. En 1990 Radio Orient (Paris) inaugure à Beyrouth son antenne libanaise, 53 ans après la cessation des émissions de la radio d'origine, devenue société de télécommunication nommée OGERO  (Organisme de Gestion et d'Exploitation de l'ex-Radio Orient) : Raghid El Chammah parlera « du chemin parental ». 